# Xerofàgia
La xerofàgia (del grec xêrophagia, ξηρός xêros séc i φαγεῖν phagoma menjar) és l'alimentació composta principal o exclusivament d'aliments secs i sense oli.
A algunes religions primitives s'anomenava així també als dies de dejuni (normalment en temps de Quaresma) en el qual només es podien menjar aliments secs o sense coure.